# Пугачов Арсеній Пилипович
Пугачов Арсеній Пилипович (1915 — 08.10.1943) — радянський офіцер, учасник Радянсько-німецької війни, командир батареї 76-мм гармат 241-го гвардійського стрілецького полку 75-ї Бахмацької двічі Червонозоряної ордена Суворова гвардійської стрілецької дивізії 30-го стрілецького корпусу 60-ї Армії Центрального фронту. Герой Радянського Союзу (17.10.1943), гвардії лейтенант.

## Біографія
Народився 1922 року в селі Челпаново (зараз Атяшевського району Респу́бліки Мордо́вія) в родині селянина. Закінчив 8 класів школи, працював у колгоспі. Вчився у школі цивільної авіації в м. Курган .
У Червоній Армії з 1941 року. В 1942 році закінчив Ленінградське артилерійське училище. На фронті з 26 січня 1943 року на посаді командира взводу батареї 76-мм гармат 241-го стрілецького полку 95-ї стрілецької дивізії. За оборону Сталінграда 95-й стрілецькій дивізії було присвоєно звання гвардійської, 1 березня 1943 року вона стала 75-ю гвардійською стрілецькою дивізією, 241-й стрілецький полк став 241-м гвардійським стрілецьким полком. Гвардії лейтенант Пугачов був нагороджений медаллю «За оборону Сталінграда».
В складі 241-го гвардійського стрілецького полку Пугачов бере участь в битві на Курській дузі в районі Понирі-Ольховатка. За зразкове виконання бойових завдань і проявлені мужність і героїзм Пугачов був нагороджений орденом Вітчизняної війни 1 ступеня.
Восени 1943 року 75-та гвардійська стрілецька дивізія у складі 30-го стрілецького корпусу 60-ї армії форсує ріку Десна і виходить на східний берег Дніпра і 23 вересня сходу форсує ріку Дніпро в районі сіл Глібівка та Ясногородка (Вишгородський район Київської області), за 35 км північніше міста Київ.
У нагородному листі командир полку гвардії підполковник Бударін М.П. написав, що Пугачов виявив себе виключно мужнім, сміливим та винахідливим командиром. В числі перших форсував Дніпро, переправив на плотах гармати і підтримував вогнем стрілецькі підрозділи, підбивши 2 танки, одну самохідну гармату, знищивши 8 кулеметних точок, мінометну батарею, розсіяв і знищив до 2-х рот піхоті противника. Двічі був поранений, але продовжував командувати батареєю :
Указом Президії Верховної Ради СРСР від 17 жовтня 1943 року за мужність і героїзм проявлені при форсуванні Дніпра і утриманні плацдарму гвардії лейтенанту Пугачову Арсенію Пилиповичу присвоєне звання Героя Радянського Союзу з врученням ордена Леніна і медалі «Золота Зірка».
Лейтенант Пугачов не встиг отримати свою нагороду. 8 жовтня 1943 року він загинув у бою за розширення плацдарму. Похований біля села Тарасовичі, яке в 1965 році було затоплене при заповнені Київського водосховища.

## Нагороди
- медаль «Золота Зірка» № ---- Героя Радянського Союзу (17 жовтня 1943)
- Орден Леніна
- Орден Вітчизняної війни 1 ступеня
- Медаль «За оборону Сталінграда»